# Каспійський ВТТ
Каспійський ВТТ (рос. КАСПИЙСКИЙ ИТЛ, ИТЛ при Упр. Строительства № 2 ГУАСа, Строительство № 2 НКВД, Каспийлаг) — підрозділ, що діяв в системі виправно-трудових установ СРСР.
Організований 24.03.43;

закритий 07.09.46 (реорг. в ТВ УВТТК МВС Азербайджанської РСР)

## Підпорядкування і дислокація
- ГУАС з 24.03.43;
- ГУЛАГ з 13.02.46;
- УВТТК МВС Азербайджанської РСР з 24.04.46.

Дислокація: м. Астрахань на 23.04.43;

м. Баку з 11.10.43

## Виконувані роботи
- обслуговування робіт УС № 2 ГУАС НКВД, в тому числі:
  - будівництво трубопроводу світлих нафтопродуктів на ділянці Махачкала — Астрахань — ст. Сайхін,
  - Махачкалинського промислу Дагнафти,
  - 5-ти компресорних і 2-х вакуум-компресорних станцій для Азнафтокомбінату Наркомнафти;
- після реорганізації ГУАС НКВД — надання робочої сили Будівництву № 2 МСТП на основі договору між ГУЛАГом і МСТП.

## Чисельність ув'язнених
- 01.05.43 — 3513,
- 01.44 — 3282